# Calliphora collini
Calliphora collini är en tvåvingeart som beskrevs av Hall 1948. Calliphora collini ingår i släktet Calliphora och familjen spyflugor. Inga underarter finns listade i Catalogue of Life.